# Hallelujah
 (хебр. הללויה‎; у преводу Алилуја) песма је на хебрејском језику која је у извођењу Гали Атари и групе Milk and Honey победила на Песми Евровизије 1979. у Јерусалиму. Била је то уједно и друга узастопна победа Израела у њиховом седмом узастопном наступу на том такмичењу. Аутори песме су Коби Ошрат који је написао музику и Шимрит Ор који је написао текст на хебрејском језику. Песма је рађена у форми поп баладе и представља „захвалу Богу за сва добра која је подарио свету”. Била је то уједно и прва и једина песма религиозне тематике која је победила на Евросонгу.
Песма је првобитно требало да се такмичи на „Националном фестивалу песама и хорова” 1978, али је селекциона комисија фестивала одбила да је уврсти у такмичарски програм уз образложење да треба да се смањи број учесника. Годину дана касније песма је уврштена у такмичарски програм где је првобитно требало да је изведе група Hakol Over Habibi, али су одустали од наступа на фестивалу непосредно пре његовог почетка. Песму је на крају извела Гали Атари уз пратњу трочлане мушке групе Milk and Honey, победивши са свега 2 поена више над другопласираним Цвика Пиком.
Током финалне вечери Евросонга која је одржана 31. марта у Јерусалиму, израелска песма је изведена 10. по реду, а оркестром је током наступа уживо дириговао Коби Ошрат. Током наступа уживо извођачи су се један по један појављивали на сцени певајући своје деонице. Након гласања чланова стручног жирија из свих земаља учесница, израелски представници су са укупно 125 бодова заузели прво место, поставши тако тек трећом земљом у дотадашњој историји која је успела два пута у низу да победи на том такмичењу.
Песма је након Евровизије постигла велику популарност широм света. На Евросонгу 1999. у Јерусалиму песма Hallelujah је изведена у ревијалном делу програма у знак одавања почасти жртвама ратова у бившој Југославији. Верзија коју су отпевали Гали Атари и Еден Бен Закен изведена је на прослави 70 година независности Израела одржаној у Јерусалиму 2018. године.

## Поени у финалу
| 12 поена                                                                 | 10 поена | 8 поена                        | 7 поена | 6 поена               |
| ------------------------------------------------------------------------ | -------- | ------------------------------ | ------- | --------------------- |
| Португалија · Ирска · Финска · Шведска · Норвешка · Уједињено Краљевство | Шпанија  | Монако · Луксембург · Аустрија | —       | Данска                |
| 5 поена                                                                  | 4 поена  | 3 поена                        | 2 поена | 1 поен                |
| Швајцарска                                                               | Грчка    | —                              | Белгија | Француска · Холандија |